# Korkeatsaaret (ö i Kuopio)
Korkeatsaaret är en ö i Finland. Den ligger i sjön Suvasvesi och i kommunen Kuopio i den ekonomiska regionen  Kuopio ekonomiska region  och landskapet Norra Savolax, i den centrala delen av landet, 300 km nordost om huvudstaden Helsingfors. Öns area är 32,8 hektar och dess största längd är 1,2 kilometer i sydöst-nordvästlig riktning.